# Lucilia porphyrina
Lucilia porphyrina este o specie de muște din genul Lucilia, familia Calliphoridae. A fost descrisă pentru prima dată de Walker în anul 1856. Conform Catalogue of Life specia Lucilia porphyrina nu are subspecii cunoscute.